# Campionati mondiali giovanili di nuoto
I campionati mondiali giovanili di nuoto (Youth World Swimming Championships) sono il principale evento mondiale organizzato dalla FINA dedicato agli atleti sotto i 18 anni di età. Si svolgono a cadenza biennale, a partire dal 2011 negli anni dispari.
La prima edizione è stata organizzata nel 2006; nel dicembre 2010 la FINA ha assegnato l'appuntamento del 2013 all'Africa, alla città di Casablanca. Nell'agosto 2012, però, Casablanca ha rinunciato all'organizzazione dell'evento per i costi troppo alti e la mancanza di tempo per una buona organizzazione. La Fina ha quindi deciso di spostare l'edizione 2013 a Dubai, negli Emirati Arabi Uniti.

## Edizioni
| No.  | Anno | Sede                       | Date                    | Gare | Atleti partecipanti | Paesi partecipanti | Paese vincitore (oro / argento / bronzo) |
| ---- | ---- | -------------------------- | ----------------------- | ---- | ------------------- | ------------------ | ---------------------------------------- |
| I    | 2006 | Rio de Janeiro, Brasile    | 22 - 27 agosto          | 40   | 685                 | 81                 | Italia (9/6/2)                           |
| II   | 2008 | Monterrey, Messico         | 8 - 13 luglio           | 40   | 480                 | 61                 | Stati Uniti (9/7/5)                      |
| III  | 2011 | Lima, Perù                 | 16 - 21 agosto          | 40   | 612                 | 64                 | Stati Uniti (11/8/3)                     |
| IV   | 2013 | Dubai, Emirati Arabi Uniti | 26 - 31 agosto          | 42   | 900                 | 95                 | Australia (10/6/2)                       |
| V    | 2015 | Singapore, Singapore       | 25 - 30 agosto          | 42   | 700                 | 87                 | Australia (9/7/3)                        |
| VI   | 2017 | Indianapolis, Stati Uniti  | 23 - 27 agosto          | 42   | 619                 | 90                 | Stati Uniti (12/13/7)                    |
| VII  | 2019 | Budapest, Ungheria         | 20 - 25 agosto          | 42   | 814                 | 126                | Stati Uniti (18/10/9)                    |
| VIII | 2022 | Lima, Perù                 | 30 agosto - 4 settembre | 42   | 509                 | 87                 | Giappone (7/8/4)                         |
| IX   | 2023 | Netanya, Israele           | 4 - 9 settembre         | 42   | 645                 | 93                 | Stati Uniti (15/11/7)                    |
| X    | 2025 | Otopeni, Romania           | 19 - 24 agosto          | 42   |                     |                    |                                          |

## Medagliere completo
Aggiornato a Netanya 2023.
| Posizione | Paese                | Oro | Argento | Bronzo | Totale |
| --------- | -------------------- | --- | ------- | ------ | ------ |
| 1         | Stati Uniti          | 85  | 69      | 59     | 180    |
| 2         | Australia            | 40  | 30      | 26     | 96     |
| 3         | Russia               | 35  | 40      | 42     | 117    |
| 4         | Giappone             | 29  | 34      | 32     | 95     |
| 5         | Italia               | 24  | 35      | 42     | 101    |
| 6         | Canada               | 18  | 26      | 32     | 76     |
| 7         | Ungheria             | 13  | 20      | 3      | 36     |
| 8         | Spagna               | 12  | 7       | 12     | 31     |
| 9         | Polonia              | 12  | 6       | 13     | 31     |
| 10        | Regno Unito          | 10  | 12      | 19     | 41     |
| 11        | Ucraina              | 10  | 4       | 5      | 19     |
| 12        | Turchia              | 10  | 2       | 2      | 14     |
| 13        | Nuova Zelanda        | 9   | 2       | 1      | 12     |
| 14        | Cina                 | 6   | 11      | 9      | 26     |
| 15        | Romania              | 6   | 4       | 3      | 13     |
| 16        | Germania             | 5   | 9       | 5      | 19     |
| 17        | Francia              | 5   | 6       | 10     | 21     |
| 18        | Lituania             | 5   | 3       | 3      | 11     |
| 19        | Brasile              | 3   | 10      | 6      | 19     |
| 20        | Grecia               | 3   | 3       | 5      | 11     |
| 21        | Croazia              | 3   | 2       | 2      | 7      |
| 22        | Portogallo           | 3   | 0       | 0      | 3      |
| 23        | Sudafrica            | 2   | 6       | 9      | 17     |
| 24        | Rep. Ceca            | 2   | 5       | 4      | 11     |
| 25        | Serbia               | 2   | 5       | 3      | 10     |
| 26        | Austria              | 2   | 3       | 4      | 9      |
| 27        | Argentina            | 2   | 1       | 0      | 3      |
| 27        | Danimarca            | 2   | 1       | 2      | 5      |
| 29        | Belgio               | 2   | 1       | 0      | 3      |
| 29        | Bosnia ed Erzegovina | 2   | 1       | 0      | 3      |
| 31        | Hong Kong            | 2   | 0       | 2      | 4      |
| 32        | Slovenia             | 2   | 0       | 0      | 2      |
| 33        | Bielorussia          | 1   | 3       | 1      | 5      |
| 34        | Bulgaria             | 1   | 2       | 2      | 5      |
| 35        | Irlanda              | 1   | 1       | 1      | 3      |
| 35        | Estonia              | 1   | 1       | 1      | 3      |
| 37        | Trinidad e Tobago    | 1   | 1       | 0      | 2      |
| 38        | Egitto               | 1   | 0       | 1      | 2      |
| 39        | Indonesia            | 1   | 0       | 0      | 1      |
| 40        | Svezia               | 0   | 4       | 2      | 6      |
| 41        | Malaysia             | 0   | 2       | 0      | 2      |
| 42        | Cipro                | 0   | 1       | 1      | 2      |
| 42        | Corea del Sud        | 0   | 1       | 1      | 2      |
| 44        | Venezuela            | 0   | 0       | 3      | 3      |
| 45        | Ecuador              | 0   | 0       | 1      | 1      |
| 45        | Panama               | 0   | 0       | 1      | 1      |
| 45        | Slovacchia           | 0   | 0       | 1      | 1      |
| Totale    | Totale               | 373 | 374     | 373    | 1120   |

## Programma
Le gare in programma all'interno della manifestazione sono le stesse del nuoto all'interno dei mondiali senior e sono le stesse a livello maschile e femminile
- Stile libero: 50 m, 100 m, 200 m, 400 m, 800 m, 1500 m.
- Dorso: 50 m, 100 m, 200 m.
- Rana: 50 m, 100 m, 200 m.
- Delfino: 50 m, 100 m, 200 m.
- Misti: 200 m, 400 m.
- Staffette: 4×100 m stile libero, 4×200 m stile libero, 4×100 m misti.

A partire dall'edizione di Dubai 2013 sono state introdotte le staffette miste, cioè composte da due nuotatori e due nuotatrici, 4x100 metri stile libero e 4x100 metri misti.